# 황두장
황두장(黃豆醬)은 노란 콩, 소금, 물로 만든 발효장이다. 황두장은 중화인민공화국에서 생산되며 주로 베이징 요리와 북중국의 다른 요리에서 사용된다.

## 어원
중국어에서 이 조미료의 정식 명칭은 황더우장(huángdòu jiàng, 黃豆醬, yellow bean paste)이지만, 일반적으로는 단순히 황장("노란 장")으로 불린다.

## 설명
황두장은 노란 콩으로 만들지만, 장 자체는 노랗다기보다는 옅은 갈색에서 짙은 갈색 또는 검은색에 가깝다.
밀가루는 예전에는 사용되지 않았지만, 현대에는 종종 추가 재료로 사용되며, 소르빈산 칼륨은 방부제로 사용될 수 있다.

## 사용
황두장은 특히 짜장면("볶음장면")이라는 면 요리에 가장 많이 사용되는데, 황두장을 다진 돼지고기와 함께 볶은 다음 두꺼운 밀가루 면 위에 붓는다.
베이징 외 지역에서는 해선장이나 단면장이 이 조미료와 섞여 사용되거나 대체되기도 하여 요리에 더 달콤한 맛을 더한다.

## 구입

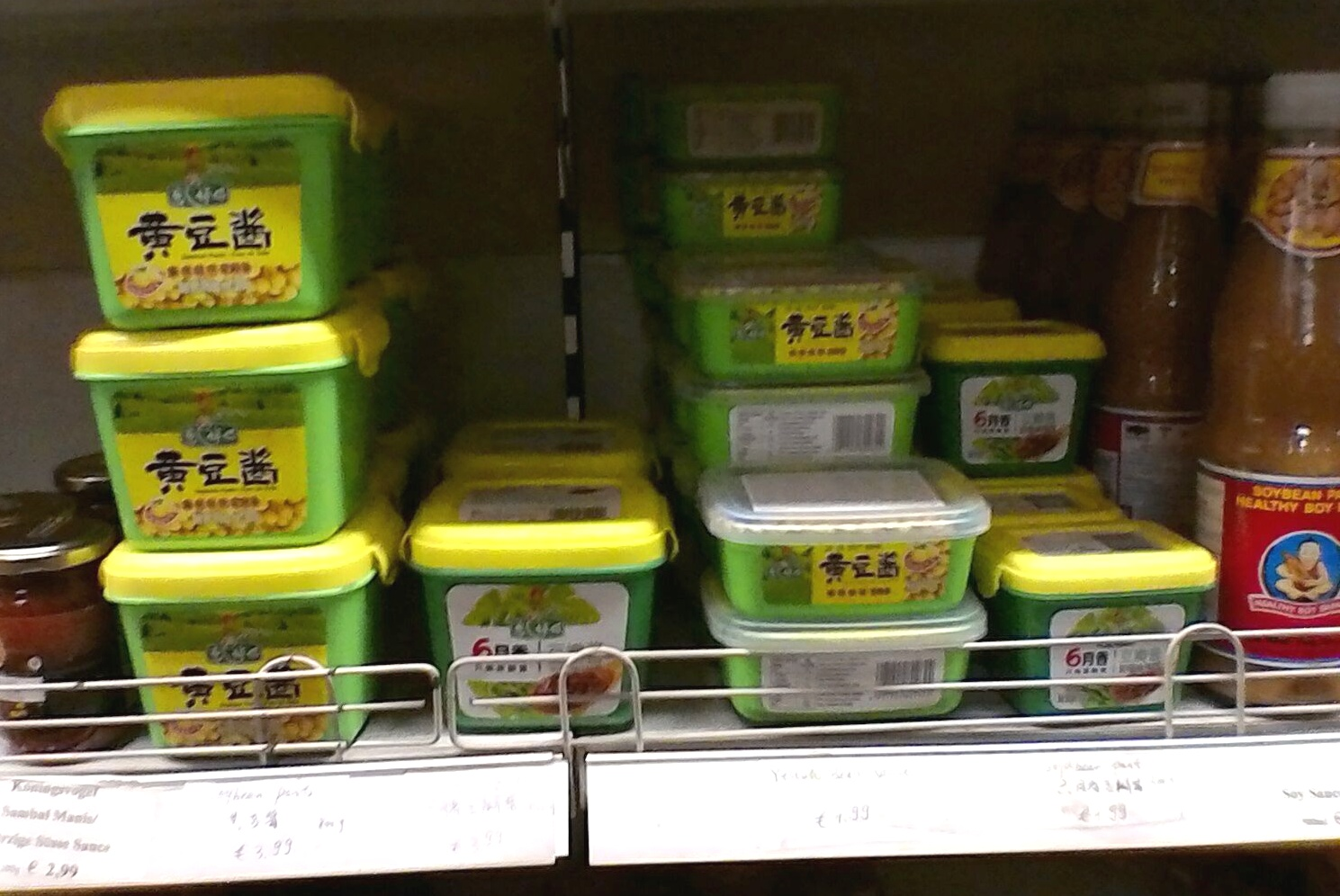
슈퍼마켓 선반의 황두장

황두장은 중국에서 널리 구할 수 있으며, 해외의 중국 식료품점에서도 플라스틱 포장, 병 또는 깡통 형태로 판매된다.

## 다른 종류
최근 몇 년 동안 "건황두장"(干黄酱, 병음: gān huángjiàng; 또는 干酱, 병음: gān jiàng)이라는 새로운 형태의 황두장이 개발되었으며, 플라스틱 포장으로 널리 구할 수 있다. 일반 황두장보다 질감이 더 건조하여(수분 함량이 낮기 때문에) 운반 및 보관이 용이하다. 건황두장은 일반 황두장과 비슷한 방식으로 사용되지만, 건조 형태를 사용할 때는 먼저 물을 넣어 희석한 다음 요리에 첨가한다. 요리에 직접 첨가할 경우, 요리에 첨가하는 물의 양을 그에 따라 조절해야 한다.
태국 요리에서는 칠리와 섞인 황두장의 변형이 인기가 많다.

## 기술 공정
콩 소스는 제조 공정에 따라 고염 액체 상태, 저염 고체 상태, 액체와 고체의 조합 발효로 나뉘며, 발효 온도에 따라 고온 발효, 중온 발효, 저온 발효의 다양한 종류가 있다.

## 같이 보기
- 된장 (한국식 된장)
- 두시
- 두장
- 발효 콩 제품 목록
- 미소 (음식) (일본식 된장)